# Багаев, Сергей Александрович
Сергей Александрович Багаев (16 декабря 1957 — 17 января 2000) — начальник штурмового отделения отряда специального назначения главного управления исполнения наказаний Министерства юстиции России по Свердловской области, старший лейтенант внутренней службы. Был рядовым бойцом, затем — командиром 2-го отделения. Герой Российской Федерации (2000, посмертно).

## Биография
Жил в городе Серове Свердловской области. Окончил профессиональное техническое училище, работал на «Уралмашзаводе», металлургическом заводе имени Серова.
В 1978—1981 гг. проходил срочную службу на Краснознамённом Северном флоте. С 1993 года проходил службу в отряде специального назначения Управления исполнения наказаний по Свердловской области.

## Подвиг
При штурме Грозного в бою 17 января 2000 года во главе группы снайперов прикрывал операцию подразделения Таманской мотострелковой дивизии по взятию здания больницы, укреплённого боевиками. При отражении одной из контратак погиб командир мотострелкового подразделения, и Сергей Багаев принял командование на себя. Под его руководством был освобождён прилегающий к больнице городской квартал. В этом бою с группой бойцов Багаев оказался отсечён огнём от своего подразделения. Багаев вел прицельный огонь, подавляя огневые точки противника, и добился того, что огонь с их стороны ослабел, а затем стал выносить убитых и раненых с территории здания, тем самым спас жизнь двоим раненым военнослужащим. После этого он вновь устремился вперёд, увлекая за собой в наступление военнослужащих. Продвигаясь по частному сектору, они видели, что Багаев завернул за угол дома, после чего выпал из поля зрения. Лишь 25 января 2000 года в одном из домов разведчики обнаружили тело лейтенанта. Медицинская экспертиза установила у него сквозное огнестрельное ранение головы, множественные переломы левой руки, правый глаз выколот. Это свидетельствует о том, что Багаева перед смертью пытали. Похоронен с воинскими почестями на Широкореченском кладбище Екатеринбурга.

## Награды
- Герой Российской Федерации (2000, посмертно) — за мужество и героизм в ходе контртеррористической операции на Северном Кавказе (Указ Президента РФ от 3 марта 2000 года)[2]
- два ордена Мужества[3]
- Медаль «За отвагу»